# Cape LaHave Island
Cape LaHave Island är en ö i Kanada.   Den ligger i provinsen Nova Scotia, i den sydöstra delen av landet, 900 km öster om huvudstaden Ottawa. Arean är 10,0 kvadratkilometer.
Terrängen på Cape LaHave Island är mycket platt. Öns högsta punkt är 27 meter över havet. Den sträcker sig 4,7 kilometer i nord-sydlig riktning, och 5,3 kilometer i öst-västlig riktning.